# Quinzième législature du Bas-Canada
Quinzième et dernière législature 
 (21 mars 1835 au 27 mars 1838)
14e
Hôtel du Parlement de Québec
 Québec, Bas-Canada
La quinzième législature du Bas-Canada siégea du 21 mars 1835 au 27 mars 1838. La chambre basse fut dissoute à la suite du début de la rébellion au Bas-Canada dite Rébellion des Patriotes, et la province fut alors administrée par un Conseil spécial composé de membres nommés, jusqu'à ce que l'Acte d'Union de 1840 établisse une nouvelle chambre basse pour la province du Canada. Toutes les séances eurent lieu à Québec.
Entre la troisième et la quatrième session, les 10 résolutions de Russell ont aboli le pouvoir des députés de voter le budget, ce qui permettait au cabinet (nommé par le gouverneur royal) de fonctionner sans l'approbation des députés. Ces 10 résolutions rejetaient aussi en bloc les 92 résolutions adoptées par les députés à la fin de la 14e législature. Cette impuissance des députés du Parti patriote à défendre les intérêts des Canadiens-Français a déplacé la pression politique vers le boycott massif des produits importés puis vers des opérations militaires en vue de l'indépendance. Le député de Montréal-Ouest 2 Robert Nelson déclara l'indépendance du Bas-Canada en février 1838, conduisant à la dissolution permanente de la chambre basse par le gouverneur. L'élection suivante eut lieu au printemps 1841 et choisit le Premier parlement de la province du Canada, donc le Bas-Canada (devenu Canada-Est à l'annexion) fut privé de députés pendant 3 ans.

## Élections
Les élections générales ont lieu du 11 octobre au 22 novembre 1834. 

## Session[2]
- Première (21 fév. 1835 — 18 mars 1835)
- Deuxième (27 oct. 1835 — 21 mars 1836)
- Troisième (22 sept. 1836 — 4 oct. 1836)
- Quatrième (18 août 1837 — 26 août 1837)

## Représentants de la couronne[2]
- Matthew Whitworth-Aylmer, baron Aylmer, gouverneur jusqu'au 24 août 1835.
- Archibald Acheson, comte de Gosford, gouverneur du 24 août 1835 jusqu'à la dissolution.

## Présidents de l'Assemblée[2]
- Louis-Joseph Papineau (21 mars 1835 — 27 mars 1838)

## Présidents du Conseil[2]
- Jonathan Sewell (21 mars 1835 — 27 mars 1838)
- Edward Bowen[3] (21 mars 1835 — 27 mars 1838)

## Députés
| District              | Député                              |
| --------------------- | ----------------------------------- |
| Beauce                | Antoine-Charles Taschereau          |
| Beauce                | Pierre-Elzéar Taschereau            |
|                       | Joseph-André Taschereau (1835)      |
| Beauharnois           | Charles Archambault                 |
| Beauharnois           | Jacob De Witt                       |
| Bellechasse           | Augustin-Norbert Morin              |
| Bellechasse           | Nicolas Boissonnault                |
| Berthier              | Alexis Mousseau                     |
| Berthier              | Jacques Deligny                     |
|                       | Norbert Éno (1837)                  |
| Bonaventure           | Édouard Thibaudeau                  |
|                       | James McCracken (1836)              |
| Bonaventure           | Joseph-François Deblois             |
| Chambly               | Louis Lacoste                       |
| Chambly               | Louis-Michel Viger                  |
| Champlain             | Olivier Trudel                      |
| Champlain             | Pierre-Antoine Dorion               |
| Deux-Montagnes        | William Henry Scott                 |
| Deux-Montagnes        | Jean-Joseph Girouard                |
| Dorchester            | Jean-Baptiste Beaudoin              |
| Dorchester            | Jean Bouffard                       |
| Drummond              | Edward Toomy                        |
| Drummond              | Henry Menut (1836)                  |
| Gaspé                 | John Le Boutillier                  |
| Gaspé                 | William Power                       |
| Kamouraska            | Amable Dionne                       |
|                       | Alexandre Fraser (1835)             |
| Kamouraska            | Pierre Canac, dit Marquis           |
| L'Acadie              | Merritt Hotchkiss                   |
| L'Acadie              | Cyrille-Hector-Octave Côté          |
| Lachenaie             | Charles Courteau                    |
| Lachenaie             | Jean-Marie Rochon                   |
|                       | Ludger Duvernay (1837)              |
| Laprairie             | Jean-Moïse Raymond                  |
| Laprairie             | Joseph-Narcisse Cardinal            |
| L'Assomption          | Édouard-Étienne Rodier              |
| L'Assomption          | Jean-Baptiste Meilleur              |
| L'Islet               | Jean-Baptiste Fortin                |
| L'Islet               | Jean-Charles Létourneau             |
| Lotbinière            | Louis Méthot                        |
| Lotbinière            | Jean-Baptiste-Isaïe Noël            |
| Mégantic              | John Greaves Clapham                |
| Missisquoi            | Ephraim Knight                      |
| Missisquoi            | William Baker                       |
| Montmorency           | Elzéar Bédard                       |
|                       | Nicolas Lefrançois (1836)           |
| Montmorency           | Vital Têtu (1836)                   |
| Comté de Montréal     | Côme-Séraphin Cherrier              |
| Comté de Montréal     | André Jobin (1835)                  |
| Montréal-Est          | Joseph Roy                          |
| Montréal-Est          | James Leslie                        |
| Montréal-Ouest        | Louis-Joseph Papineau               |
| Montréal-Ouest        | Robert Nelson                       |
| Nicolet               | Jean-Baptiste Proulx                |
| Nicolet               | Louis Bourdages                     |
|                       | Jean-Baptiste Hébert (1835)         |
| Orléans               | Alexis Godbout                      |
| Orléans               | Jean-Baptiste Cazeau                |
| Ottawa                | Baxter Bowman                       |
| Ottawa                | James Blackburn                     |
| Portneuf              | Hector-Simon Huot                   |
| Portneuf              | François-Xavier Larue               |
| Comté de Québec       | Louis-Théodore Besserer             |
| Comté de Québec       | Jean Blanchet                       |
| Basse-ville de Québec | George Vanfelson                    |
|                       | John Munn (1837)                    |
| Basse-ville de Québec | Hippolyte Dubord                    |
| Haute-ville de Québec | René-Édouard Caron                  |
|                       | Andrew Stuart (1836)                |
| Haute-ville de Québec | Amable Berthelot                    |
| Richelieu             | Clément-Charles Sabrevois de Bleury |
| Richelieu             | Jacques Dorion                      |
| Rimouski              | Jean-Baptiste Taché                 |
| Rimouski              | Louis Bertrand                      |
| Rouville              | Pierre-Martial Bardy                |
| Rouville              | Pierre Careau                       |
| Saguenay              | François-Xavier Tessier             |
|                       | Charles Drolet (1836)               |
| Saguenay              | André Cimon                         |
| Saint-Hyacinthe       | Thomas Boutillier                   |
| Saint-Hyacinthe       | Louis Raynaud, dit Blanchard        |
| Saint-Maurice         | Valère Guillet                      |
|                       | François Lesieur Desaulniers (1836) |
| Saint-Maurice         | Pierre Bureau                       |
|                       | Alexis Bareil, dit Lajoie (1836)    |
| Shefford              | Alphonso Wells                      |
| Shefford              | Samuel Wood                         |
| Sherbrooke            | John Moore                          |
| Sherbrooke            | Bartholomew Conrad Augustus Gugy    |
| Stanstead             | John Grannis                        |
|                       | Moses French Colby (1837)           |
| Stanstead             | Marcus Child                        |
| Terrebonne            | Séraphin Bouc                       |
|                       | André-Benjamin Papineau (1837)      |
| Terrebonne            | Louis-Hippolyte La Fontaine         |
| Trois-Rivières        | Edward Barnard                      |
| Trois-Rivières        | René-Joseph Kimber                  |
| Vaudreuil             | Charles-Ovide Perrault              |
| Vaudreuil             | Charles Rocbrune, dit Laroque       |
| Verchères             | Pierre Amiot                        |
| Verchères             | Joseph-Toussaint Drolet             |
| William-Henry         | John Pickel                         |
| Yamaska               | Edmund Bailey O'Callaghan           |
| Yamaska               | Léonard Godefroy de Tonnancour      |